# Hurrikan Milton
Hurrikan Milton war ein Hurrikan der fünften und höchsten Kategorie, der sich im Oktober 2024 über dem Golf von Mexiko bildete. Er entstand aus einer langgezogenen tropischen Störung, die in der westlichen Karibik ihren Ursprung hatte, und machte dann, begünstigt von extrem warmen Meerestemperaturen, eine rapide Intensivierung durch. Dabei verstärkte er sich binnen eines Tages vom Tropensturm bis zu einem Kategorie-5-Hurrikan. Als solcher streifte er zunächst die mexikanische Halbinsel Yucatán und Kuba, bevor er Richtung Nordosten zog und in Florida, etwas südlich der dicht besiedelten Tampa Bay, als Kategorie-3-Hurrikan auf das US-amerikanische Festland traf.
Milton war in der Atlantischen Hurrikansaison 2024 der dreizehnte benannte Sturm, der neunte Hurrikan, der vierte schwere Hurrikan und der zweite Hurrikan der Kategorie 5. Milton stellte mehrere meteorologische Rekorde auf. Er war der stärkste tropische Wirbelsturm im Atlantik im Jahr 2024 und gemessen am Luftdruck der fünftstärkste Hurrikan, der bis dato im Atlantik verzeichnet wurde. Zudem intensivierte sich kein Hurrikan im Golf von Mexiko schneller als Milton.
Der Hurrikan löste an der Westküste Floridas, die erst wenige Tage zuvor beim Vorbeizug von Kategorie-4-Hurrikan Helene erheblich in Mitleidenschaft gezogen wurde, eine schwere Flutwelle aus, brachte große Regenmengen und zahlreiche Tornados mit sich und führte zu erheblichen Sturmschäden. Mindestens 24 Menschen starben, alleine die versicherten Schäden werden auf 30 bis 75 Mrd. US-Dollar geschätzt.
Mehrere Attributionsstudien kamen zum Ergebnis, dass der menschengemachte Klimawandel die Intensität von Milton verstärkt und seine Zerstörungskraft erhöht hat. Etwa 45 % der von Milton verursachten Schäden werden als Folgen der globalen Erwärmung eingeordnet.

## Sturmverlauf

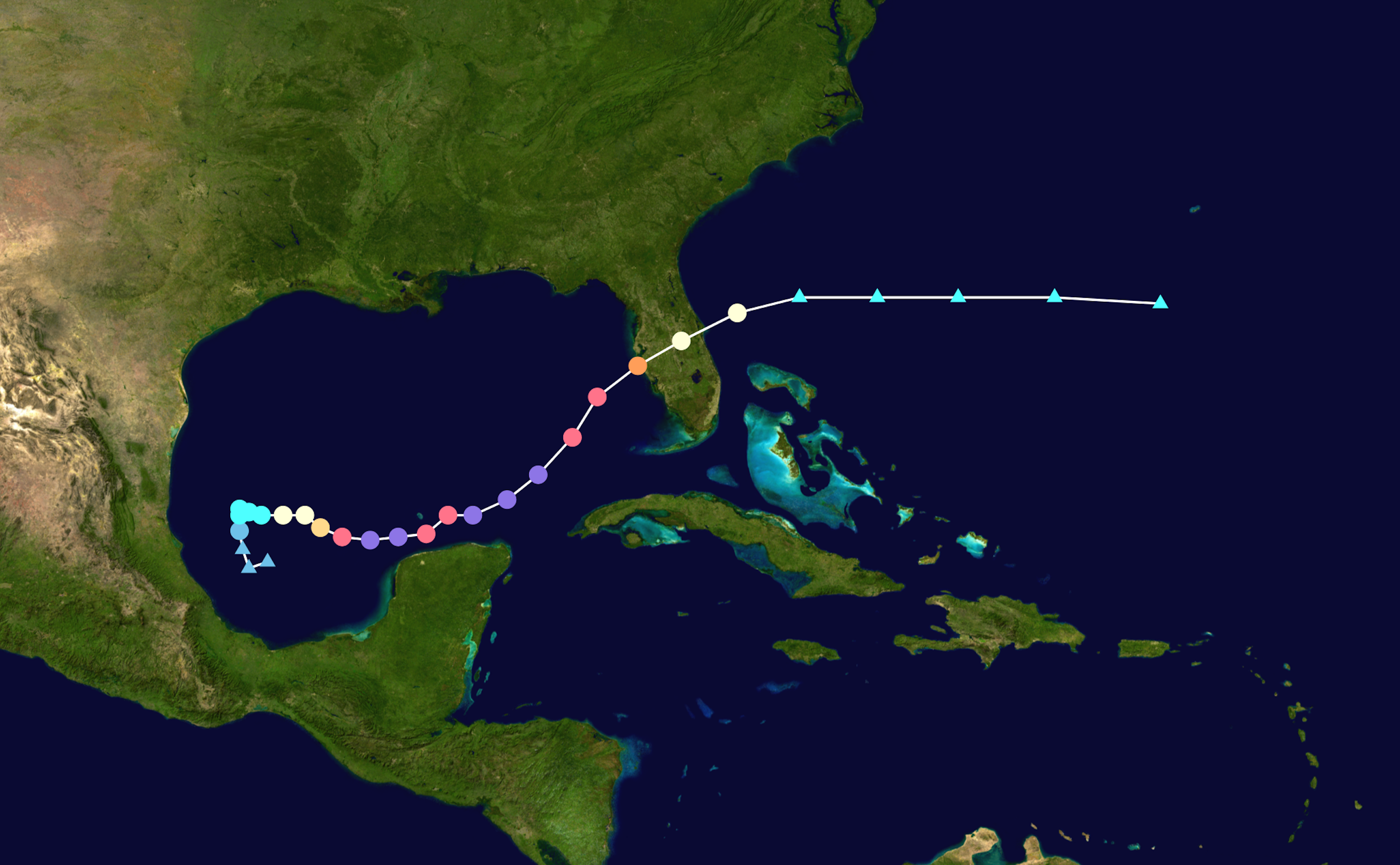
Karte mit der Zugbahn und Intensität des Sturms gemäß der Saffir-Simpson-Skala

Radarbild von Hurrikan Milton, als dieser am 9. Oktober (Ortszeit) auf das Florida traf.

Am 5. Oktober bildete sich im Golf von Mexiko das Tropische Tief 14. Kurz darauf verstärkte sich das Tief zum Tropischen Sturm Milton. Im langjährigen Durchschnitt bildet sich der 13. benannte Sturm der Saison erst am 25. Oktober. Aufgrund einer geringen vertikalen Windscherung und „unglaublich warmer“ Temperaturen an der Meeresoberfläche herrschten außerordentlich gute Bedingungen für die weitere Verstärkung von Milton zum Hurrikan der Kategorie 3 und höher.
Nach seiner Formierung machte Milton infolgedessen eine rapide Intensivierung durch und verstärkte sich am 6. Oktober zum Hurrikan. Am 7. Oktober verstärkte er sich binnen weniger Stunden explosionsartig zum Kategorie-5-Hurrikan. War er um 0600 UTC noch ein Kategorie-1-Hurrikan mit 150 km/h anhaltenden Windgeschwindigkeiten, wurde er um 0900 UTC zum Kategorie-2-Hurrikan hochgestuft. Um 1100 UTC wurde er nach neuen Messdaten von Hurrikan-Huntern in einem Sonder-Update zum Kategorie-3-Hurrikan hochgestuft. Nur zwei Stunden später, gegen 1300 UTC gab das National Hurricane Center bekannt, dass Milton mit anhaltenden Windgeschwindigkeiten von 240 km/h nun ein Hurrikan im oberen Bereich der Kategorie 4 sei. Gegen 1600 UTC erreichte er die fünfte und höchste Kategorie.
Nach einer weiteren Verstärkung, nach der die maximale Windgeschwindigkeiten von 285 km/h erreicht wurde, setzte am Morgen des 8. Oktober eine zyklische Eyewall-Neubildung ein, infolgedessen sich Milton zu einem Kategorie-4-Hurrikan abschwächte, sich dabei aber zugleich vergrößerte. Am Nachmittag des gleichen Tages zog er in etwa 110 km Abstand zur Nordküste Yucatans über den Golf von Mexiko und erreichte erneut Kategorie-5-Stärke. Am 9. Oktober um 10:00 AM EDT, etwa 14 Stunden vor dem erwarteten Landfall, hatte Milton sich geringfügig zu einem Hurrikan im obersten Bereich der Kategorie 4 abgeschwächt. Um 2000 UTC (16 Uhr EDT) fielen Miltons Windgeschwindigkeiten auf 205 km/h, was ihn zu einem starken Kategorie-3-Hurrikan machte.
Am 9. Oktober 0700 PM EDT begann die nördliche Eyewall nahe Tampa und St. Petersburg auf die Küste zu treffen. Am 9. Oktober gegen 0830 PM EDT erfolgte in der Nähe von Siesta Key, südlich von Tampa, der Landfall des Auges von Milton, nachdem er kurz zuvor über die der Küste vorgelagerten Insel Longboat Key und die Sarasota Bay gezogen war. Milton war zu dem Zeitpunkt ein Katagorie-3-Hurrikan mit anhaltenden Windgeschwindigkeiten von 205 km/h.
Milton zog als Hurrikan über Florida und schwächte sich dabei allmählich ab. Am 10. Oktober erreichte er als Kategorie-1-Hurrikan den Atlantik. Dort verlor er am 10. Oktober gegen 1800 UTC seine tropischen Eigenschaften und wurde zu einem außertropischen Tief, das allerdings zu dem Zeitpunkt immer noch anhaltende Windgeschwindigkeiten von 120 km/h aufwies. Am Nachmittag (Ortszeit) des gleichen Tages sank die Windgeschwindigkeit unter das Hurrikanniveau ab; das System befand sich zu dieser Zeit bereits mehrere hundert Kilometer von Florida entfernt. Das NHC gab zum letzten Mal ein Update zu Milton heraus. Es erwartet, dass Miltons Überreste südlich an den Bermudainseln vorbei weiter auf den Atlantik hinausziehen und sich dort auflösen.

## Meteorologie

### Außergewöhnliche Eigenschaften und Vorkommnisse

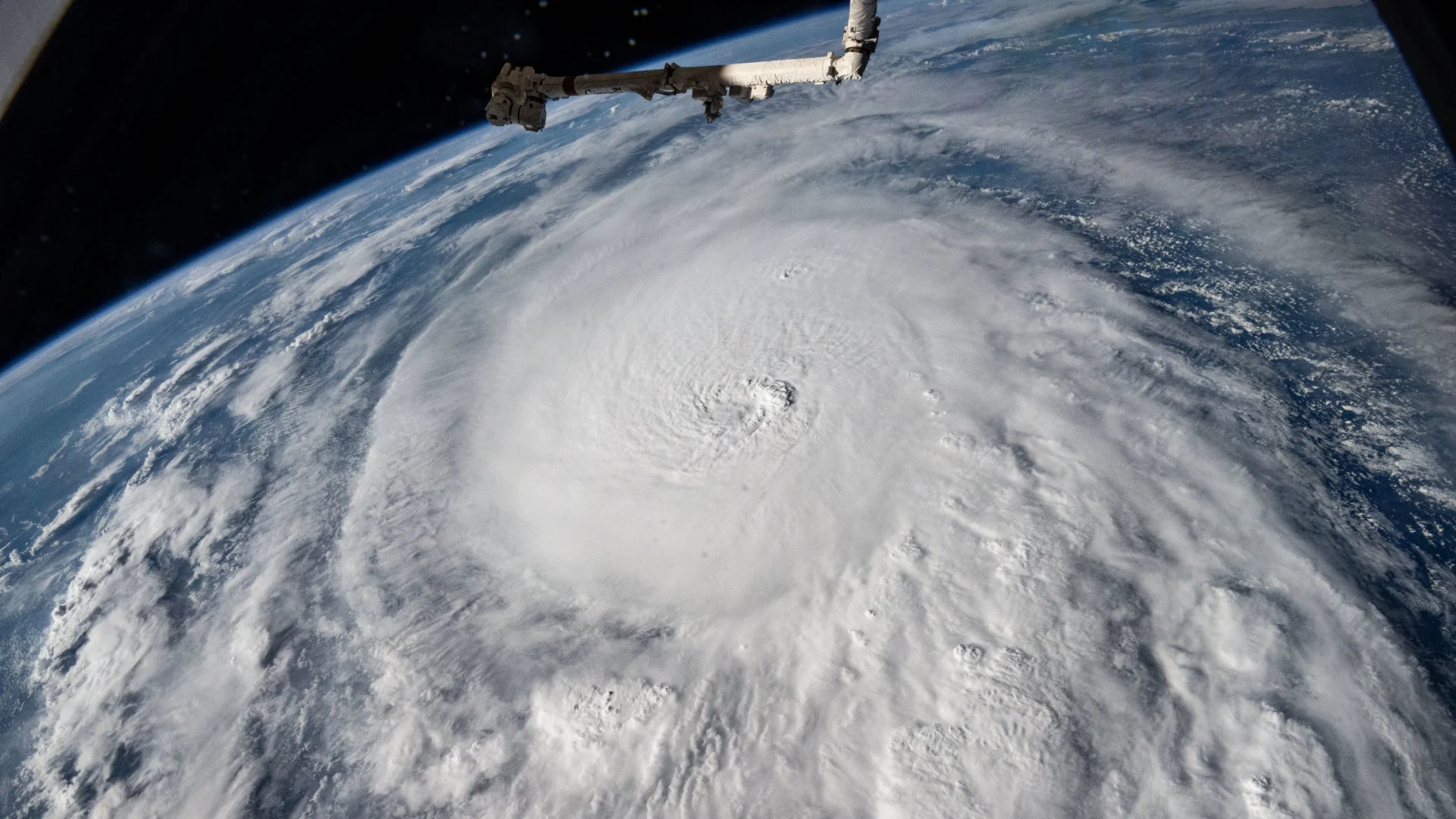
Ein von der Internationalen Raumstation aufgenommenes Foto von Hurrikan Milton (Kategorie 5) am 8. Oktober 2024 über dem Golf von Mexiko.

Mit anhaltenden Windgeschwindigkeiten von 285 km/h und einem Kerndruck von 897 hPa war Milton der sechst- bzw. fünftstärkste Hurrikan, der jemals im Atlantik beobachtet wurde. Insgesamt benötigte Milton nur knapp 25 Stunden, um vom Tropensturm zum Kategorie-5-Hurrikan zu werden, womit er nur geringfügig hinter Hurrikan Wilma und Hurrikan Felix im Jahr 2005 liegt. Binnen 24 Stunden stieg die Windgeschwindigkeit um gut 150 km/h an. Im selben Zeitraum, von 7. auf den 8. Oktober, fiel der Druck von 981 hPa auf 897 hPa, ein Rückgang von 84 hPa. Im Golf von Mexiko war nie ein Hurrikan gemessen worden, der sich so schnell intensivierte.
Mit Miltons Verstärkung zum Hurrikan gab es, da parallel auch Kirk und Leslie aktiv waren, erstmals überhaupt im Oktober drei atlantische Hurrikane zur gleichen Zeit. Extrem ungewöhnlich ist auch die Zugbahn von Milton. Seit 1851 zogen nur drei Hurrikane von der Bucht von Campeche Richtung Westküste von Florida, und keiner nach dem Jahr 1900.
Nach den Hurrikans Camille und Allen war Milton erst der dritte Kategorie-5-Hurrikan im Golf von Mexiko, der gleich zwei Mal die höchste Hurrikan-Kategorie erreichte, dazu der erste, der diese Wiederverstärkung im Oktober schaffte.

### Beitrag des menschengemachten Klimawandels

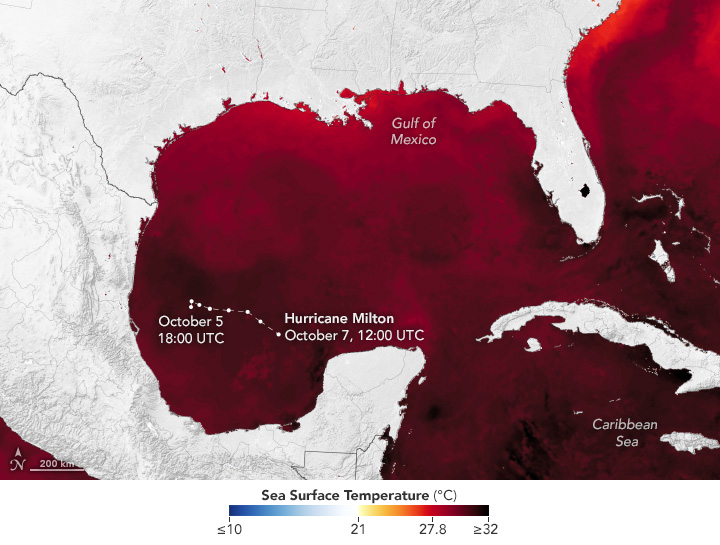
Meeresoberflächentemperaturen im Golf von Mexiko am 6. Oktober 2024

Verschiedene Attributionsstudien untersuchten den Beitrag des menschengemachten Klimawandels zur Entwicklung des Sturms sowie seinen Folgen. Ergebnis dieser Studien war, dass der Klimawandel die Auswirkungen von Milton verschärft hat. Ein wichtiger Faktor für die rapide Intensivierung waren die enorm hohen Meeresoberflächentemperaturen auf der Zugbahn von 30 bis 31 °C, was maßgeblich auf die menschengemachte globale Erwärmung zurückgeführt wird. Eine Schnell-Attributionsstudie von Climate Central, einer in Asheville gelegenen Institution, die wenige Tage zuvor durch Hurrikan Helene erhebliche Schäden erlitten hatte, ergab, dass „die Meeresoberflächentemperaturen (SST) in der Region, in der sich der Hurrikan Milton entwickelte, rekordverdächtige Werte erreicht oder überschritten haben“ und „dass diese Temperaturen durch den Klimawandel in den letzten zwei Wochen um das 400- bis 800-fache an Wahrscheinlichkeit zugenommen haben“.
Eine Studie von World Weather Attribution kam zu dem Ergebnis, dass im heutigen Klima Niederschläge bei Stürmen wie Milton etwa 10 bis 50 % höher ausfallen und etwa doppelt so häufig vorkommen. Auch liegt die Windgeschwindigkeit solcher Stürme heute etwa 5 m/s bzw. 10 % höher als in vorindustriellem Klima. Dies bedeutet, dass Milton ohne menschengemachten Klimawandel als Kategorie-2-Hurrikan an Land gegangen wäre, statt als Kategorie-3-Hurrikan. Da die Zerstörungskraft von Wind exponentiell steigt, bedeutet ein Anstieg der Windgeschwindigkeit um 10 % etwa eine Verdopplung der entstehenden Schäden. Die auf ein Gebäude wirkende horizontale Windlast nimmt mit dem Quadrat der Windgeschwindigkeit zu und beträgt bei beispielsweise 50 m/s = 180 km/h, was einem Hurrikan im untersten Bereich der Kategorie 3 entspricht, 1,56 kN/m².
Eine weitere Attributionsstudie des Imperial College London ergab, dass die Eintrittswahrscheinlichkeit für Hurrikans wie Milton in heutigem Klima 40 % größer ist als in vorindustrieller Zeit und die statistische Wiederkehrzeit von 34 auf 24 Jahre gefallen ist. Auch diese Studie kam zum Ergebnis, dass die Windgeschwindigkeit durch den Klimawandel um knapp 5 m/s bzw. 10 % zugenommen hat. Unter anderem auf Basis dieser Daten ermittelte die Studie, dass ca. 45 % der von Milton verursachten Schäden auf den Klimawandel zurückzuführen sind.

## Warnungen

### Mexiko
Für die Nordküste Yucatans wurde eine Hurrikanwarnung herausgegeben. Es galt eine Warnung vor einer Flutwelle mit einer Höhe zwischen 1,2 und 1,8 m sowie zerstörerischen und hohen Wellen. Dazu wurden Niederschläge zwischen 50 und 100, lokal auch 150 mm erwartet.

### Vereinigte Staaten
Mit Stand 7. Oktober warnte das National Hurricane Center (NHC) neben Winden in Orkanstärke vor Sturmfluten bzw. Hochwasser, die in der Region Tampa Bay und Umgebung zwischen 3 und 4,5 m betragen können. Auch für andere Teile der Golfküstenregion, wie auch für Teile der Ostküste der USA, wurden Sturmfluten und Hochwasser von bis zu 4,5 Meter prognostiziert. Dazu prognostizierte das NHC 125 bis 250 mm, örtlich bis 375 mm Regen in Teilen Floridas. Im Vorfeld des Hurrikans rechnet das Center mit Tornados.
Aufgrund der Zugbahnprognosen, die von Anfang an einen Landgang in der Nähe von Tampa wahrscheinlich erscheinen ließen, musste von der Möglichkeit eines Worst-Case-Szenarios ausgegangen werden. Grund hierfür ist, dass die Tampa Bay Area mit mehr als 3,5 Millionen Einwohnern aufgrund der geographischen Bedingungen und ihrer Lage nur wenig über dem Meeresspiegel durch Hurrikans äußerst gefährdet ist. Mehr als 800.000 Menschen dort leben in niedrig liegenden Gebieten, die schon bei einem Kategorie-1-Hurrikan evakuiert werden müssen. Besonders gefährlich wäre ein Landgang Miltons direkt nördlich von Tampa, weil dadurch die starke rechte Flanke des Hurrikans die Sturmflut direkt in die Bucht drücken würde. 2010 hatte der Regionale Planungsrat Tampa Bay eine Studie in Auftrag gegeben, die die Gefährdungslage in der Region untersuchen sollte. Diese kam zum Ergebnis, dass ein hypothetischer Kategorie-5-Hurrikan, der das Zentrum von Tampa mit 160 mph (ca. 260 km/h) und einer Flutwelle von 26 ft (ca. 10 m) treffen würde, etwa 2.000 Menschenleben kosten und knapp 250 Mrd. Dollar an Schäden verursachen würde. Andere Studien unter anderem vom Klima- und Hurrikanforscher Kerry Emanuel mit noch stärkeren Stürmen testeten noch zerstörerischere Szenarien, die noch schwerwiegendere Auswirkungen hätten. Verschärft wurde die Bedrohungslage dadurch, dass nur wenige Tage zuvor weite Teile Floridas, darunter auch Teile der Tampa Bay Region, von Hurrikan Helene schwer getroffen worden.
Mit Stand 8. Oktober prognostizierten die meisten Modelle abhängig von der exakten Zugbahn einen Landgang nahe Tampa, möglicherweise etwas südlich, als Kategorie-3-Hurrikan. Das National Hurricane Center hielt am 9. Oktober um 1100 AM EDT fest, dass es nicht möglich ist, 12–24 Stunden im Voraus den Ort des Landfalls exakt zu prognostizieren, und bereits kleine Kursänderungen des Hurrikans große Auswirkungen auf die Vorhersage der Flutwelle im Raum Tampa haben können. Mit Stand 9. Oktober 0500 PM EDT schrieb das Hurricane Center, dass Modelle darauf hindeuteten, dass Milton nahe oder gerade südlich der Bucht von Tampa an Land gehen würde, wahrscheinlich als schwacher Kategorie-3- oder starker Kategorie-2-Hurrikan. Damit falle die Höhe der Sturmflut nördlich des Landfallpunktes wahrscheinlich deutlich geringer aus als südlich davon. Es bestehe aber aufgrund der deutlich zugenommenen Größe des Hurrikans immer noch „die Gefahr einer verheerenden Sturmflut an großen Teilen der westlichen Zentral- und Südwestküste Floridas“. Das Abschwächen von Milton wird auf die Höhe der Sturmflut aber keinen großen Effekt haben, da der Hurrikan diese bereits auf seinem Höhepunkt aufgebaut hat und sie nun auf die Küste schiebt, sodass die Flutwelle wie auch bei Katrina, die ebenfalls zum Kategorie-3-Hurrikan abgeschwächt an Land ging, eher einem Kategorie-4-Hurrikan entspricht.
Die Prognosen des National Hurricane Center erwiesen sich von Beginn an als äußerst akkurat. Der tatsächliche Ort des Landfalls lag weniger als 20 Meilen (32 km) von dem Ort entfernt, den das Hurricane Center 4 bis 5 Tage im Voraus prognostizierte. Auch die Stärke des Hurrikans bei Landfall sagte das Center korrekt voraus.

## Vorbereitungen

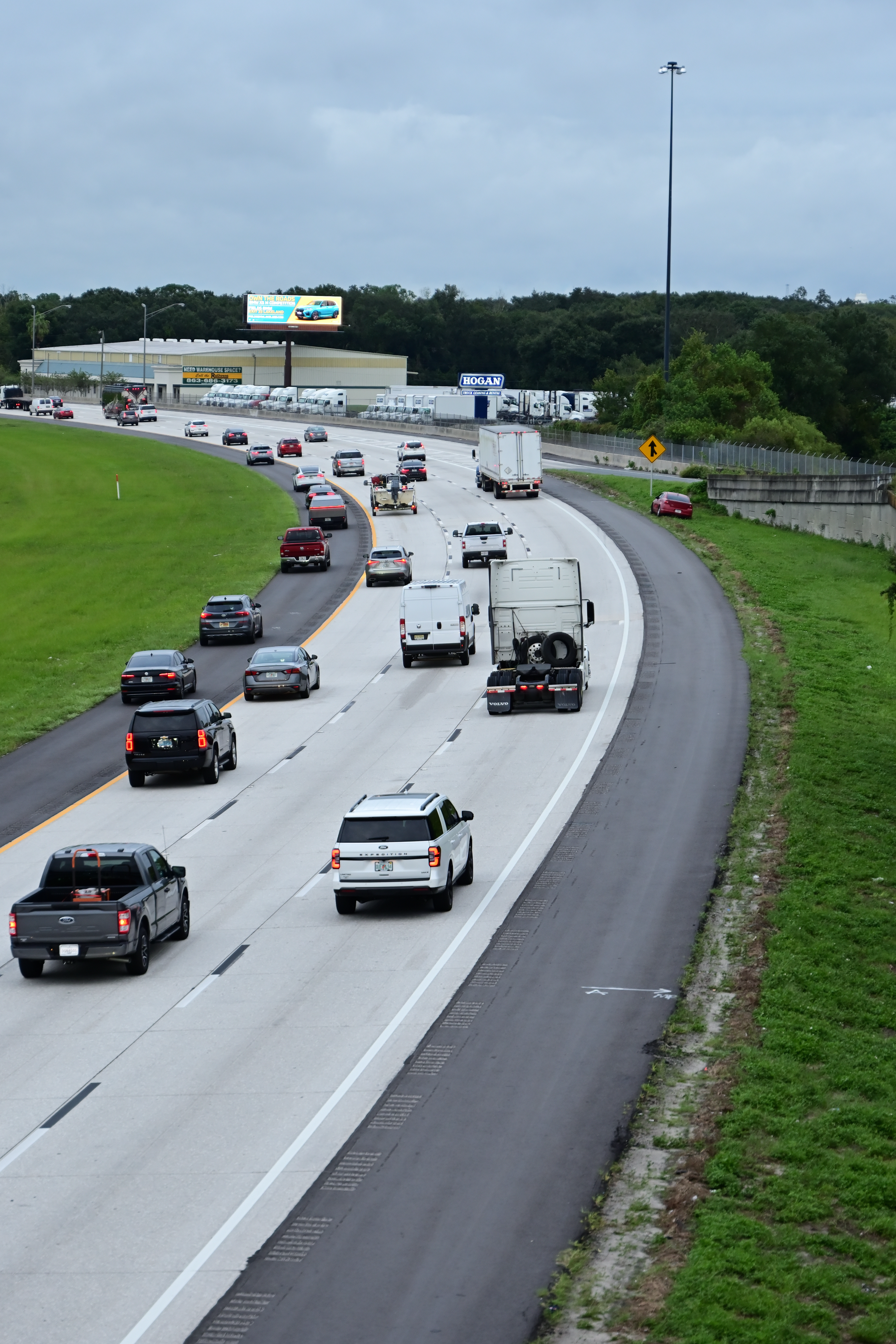
Evakuierungen. Auch Standstreifen wurden dafür vorübergehend freigegeben.

In Florida wurde für 51 der 67 Counties der Notstand ausgerufen. Der Bundesstaat bereitete sich auf die größte Evakuierungsaktion seit Hurrikan Irma 2017 vor. Mit Stand 9. Oktober Abends (MESZ) galten verpflichtende Evakuierungsbefehle für 15 Counties mit einer Bevölkerung von zusammen ca. 7,2 Mio. Menschen. Um die Massenevakuierungen in Florida zu erleichtern, wollten die staatlichen Stellen diesmal zusätzliche Betankungsmöglichkeiten sowie Ladestationen für Elektroautos an den potentiellen Fluchtrouten bereitstellen. Dies geschah aufgrund der Erfahrungen mit den Evakuierungen vor „Irma“. Damals waren ca. 7 Millionen Menschen in Florida zur Flucht vor dem Wirbelsturm aufgerufen worden. Viele blieben jedoch unterwegs aufgrund von Treibstoffmangels vorübergehend liegen, auf den Autobahnen bildeten sich riesige Staus.
Laut Floridas Gouverneur Ron De Santis wurden die Mautgebühren auf den Straßen in weiten Teilen Floridas ab dem 7. Oktober 2024 für eine Woche erlassen, um die Evakuierungen zu erleichtern. Er forderte auf, die infolge von Hurrikan Helene noch in großen Mengen herumliegenden Abfälle schnell zu beräumen, um zu verhindern, dass sie durch Milton zu gefährlichen Geschossen werden. Über 300 Müllwagen waren deshalb zur Entfernung von Trümmern und Sperrmüll im Einsatz. Verschiedene Schulen und Hochschulen wurden vorbeugend geschlossen. Auch verschiedene Flughäfen in Tampa, St Pete-Clearwater und Orlando kündigten die Schließung an.
Das Kennedy Space Center ging am 8. Oktober in den Sturmmodus der Stufe II auf einer Skala von I (geringste Einschränkungen des Betriebs) bis IV. Die Verantwortlichen des Raumfahrtgeländes rechneten zudem mit Tornados, die dort im Vorfeld des Hurrikans auftreten könnten. Der für den 10. Oktober geplante Start der Raumfahrtmission Europa Clipper wurde verschoben. Auch eine auf die Rückkehr zur Erde wartende, vierköpfige Besatzung der ISS, die vor der Küste Floridas im Meer landen sollte, muss aufgrund von Milton einige Tage länger in der Raumstation bleiben.
Im überdachten Baseballstadion „Tropicana Field“ in Saint Petersburg wurden 10.000 Feldbetten für Hilfskräfte aufgestellt. Mit Stand. 9. Oktober wurden zudem etwa 9000 Kräfte der Nationalgarde sowie mehr als 50.000 weitere Arbeiter von Energieversorgern aus zahlreichen Bundesstaaten, darunter Kalifornien zusammengezogen, um die erwarteten Schäden beseitigen zu können. Auch erhielten Benzin-Transporter Begleitschutz von Polizeifahrzeugen, um Tankstellen wieder auffüllen zu können und damit die Evakuierung zu unterstützen. In Tampa und St. Petersburg war das Benzin – trotz der intensivierten Bemühungen um eine ausreichende Treibstoffversorgung – am Nachmittag des 9. Oktobers an mehr als 60 % aller Tankstellen ausverkauft.
US-Präsident Joe Biden sagte seinen schon länger geplanten, ersten bilateralen Besuch in der Bundesrepublik Deutschland ab dem 10. Oktober sowie eine Weiterreise nach Angola aufgrund des Hurrikans vorläufig ab. Auch Außenminister Antony Blinken verzichtete wegen des herannahenden Wirbelsturms auf geplante Zwischenstopps in der Bundesrepublik und in Angola und kündigte an, von einem Termin in Laos direkt in die USA zurückzukehren.
Mit der Entstehung und mit dem Zug von Hurrikan Milton gingen heftiger werdende Angriffe der republikanischen Herausforderer im Wahlkampf zur US-Präsidentschaftswahl 2024 nur vier Wochen vor dem geplanten Wahltermin am 5. November einher. Nur wenige Tage zuvor hatte vor allem Donald Trump in der Debatte um die Bewältigung der Folgen von Hurrikan Helene mit gezielt gestreuter Desinformation die amtierende US-Regierung zu diskreditieren versucht.
Nachdem in den sozialen Medien Berichte, Fluggesellschaften würden die Notsituation der Bevölkerung ausnutzen und Flüge aus den von Hurrikan Milton bedrohten Gebieten zu Wucherpreisen anbieten, kursierten, richtete die Bundesregierung der USA eine entsprechende Warnung an die Airlines. US-Verkehrsminister Pete Buttigieg kündigte an, die Flugpreise genau zu beobachten.

## Folgen

### Mexiko
Es gab einige Überschwemmungen, Bäume stürzten um, und in 90 000 Haushalten fiel der Strom aus. Tote soll es nicht gegeben haben. An einigen küstennahen Infrastruktureinrichtungen entstanden Schäden.

### Kuba
Ausläufer von Milton erreichten am Vormittag des 9. Oktobers Kuba und sorgten in den im Westen gelegenen Provinzen Pinar del Río, Mayabeque, Havanna und der Isla de la Juventud für Überschwemmungen in küstennahen Gebieten.

### USA

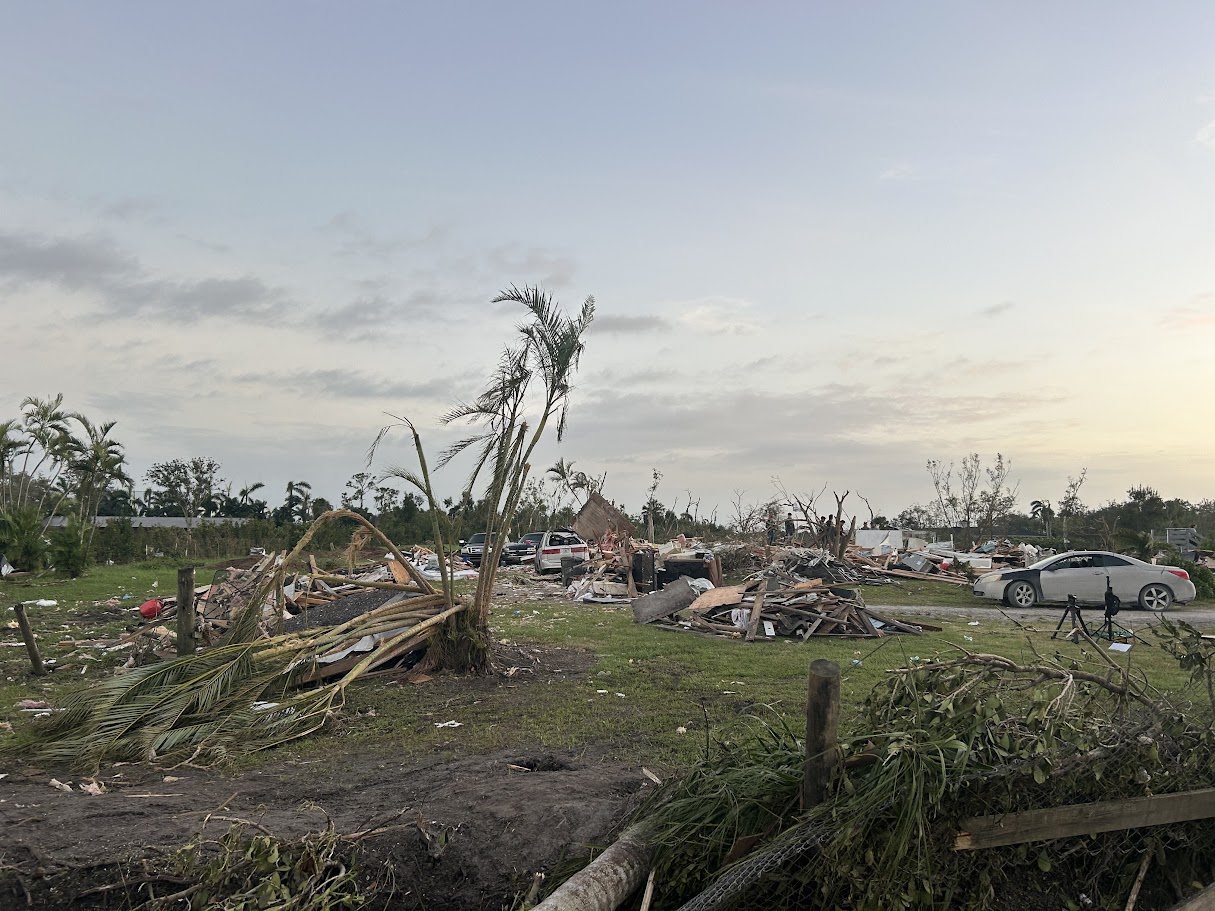
Tornadoschäden in Wellington im Südosten Floridas

Milton verursachte eine schwere Sturmflut an der Westküste von Florida und brachte massive Regenfälle und zerstörerische Winde in Hurrikanstärke über Teile Floridas. Lokal fielen bis über 450 mm Regen. Durch den Landfall etwas südlich von Tampa blieb aber die zunächst als Worst-Case-Szenario befürchtete vernichtende Sturmflut in der Tampa Bay aus. Mindestens 24 Menschen starben. Mehr als 1600 mussten gerettet werden.
Die Behörden rechnen damit, dass die tatsächliche Anzahl der Toten geringer als zunächst befürchtet ist, da relativ viele Menschen den Evakuierungsanweisungen nachkamen. Der Bezirkskommissar des Countys Charlotte nimmt an, dass die Bewohner der von Milton bedrohten Gebiete die Evakuierungsaufforderungen aufgrund der vorangegangenen Erfahrungen mit Hurrikan Helene diesmal befolgten.
Laut der US-Website Poweroutage wuchs die Zahl der von Stromnetz abgeschnittenen Haushalte auf mehr als 3,4 Millionen an.

#### Niederschlag

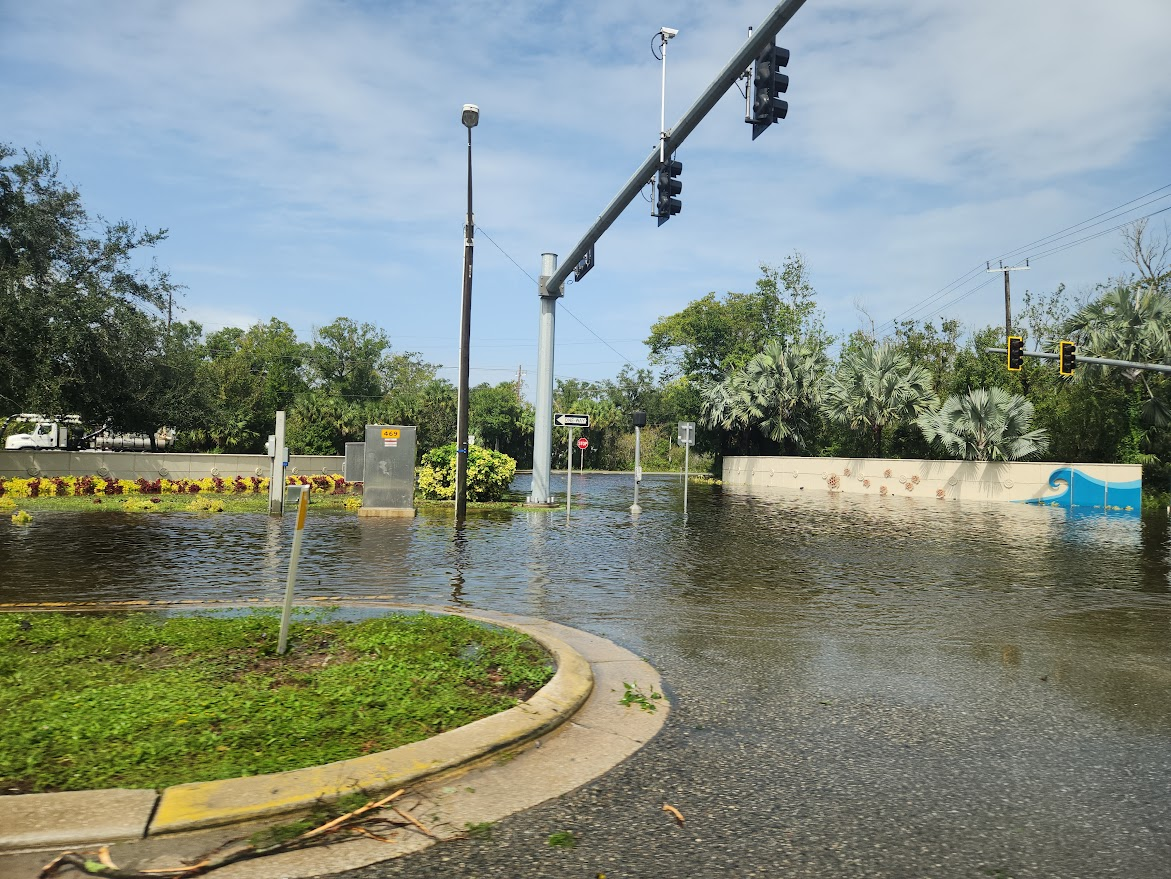
Noch in Volusia County an der Ostküste von Florida kam es zu Überflutungen

Milton hinterließ bei seinem Durchzug etwa zwischen 150 und 300 mm Niederschlag. Lokal fiel teils aber deutlich mehr Regen. In Saint Petersburg kamen binnen 24 Stunden 18,87 in (479 mm) Regen vom Himmel, davon mehr als 9 in (229 mm) binnen gerade mal drei Stunden. Dieser Wert stellt statistisch ein Jahrtausendereignis dar, ist also in 1000 Jahren statistisch nur einmal zu erwarten. In Tampa fielen am 9. Oktober 11,23 in (285 mm) Niederschlag, etwa vier bis sechs Mal so viel wie in einem normalen Oktobermonat und ca. 25 mm mehr als in jedem ganzen Oktobermonat seit Beginn der Aufzeichnungen.

#### Flutwelle
Erste vorläufige Einschätzungen eines Experten des National Hurricane Center sowie Drohnenaufnahmen deuten darauf hin, dass es zwischen Siesta Key und Port Charlotte eine Sturmflut mit einer Höhe zwischen 3 und 4 Metern gab. Genauere Ergebnisse können erst weitere Untersuchungen liefern, da es in diesem Küstenabschnitt keine festen Pegel gibt. In Fort Myers, weiter südlich, wurden 5,27 ft (2 m) gemessen. Das ist der zweithöchste dort jemals gemessene Wert. Der höchste wurde 2022 nach Hurrikan Ian gemessen, der dritthöchste nur wenige Tage vor Hurrikan Milton während des Vorbeizugs von Hurrikan Helene. Auch in Naples erreichte die Flut den zweithöchsten jemals dokumentierten Wert nach Ian, Helene rangierte hier auf Rang vier. In der Tampa Bay nördlich des Sturmauges wurde dagegen durch die gegen den Uhrzeigersinn wehenden Wind Wasser hinaus in den Golf von Mexiko getrieben, sodass dort der Wasserspiegel sank.

#### Sturm- und Tornadoschäden

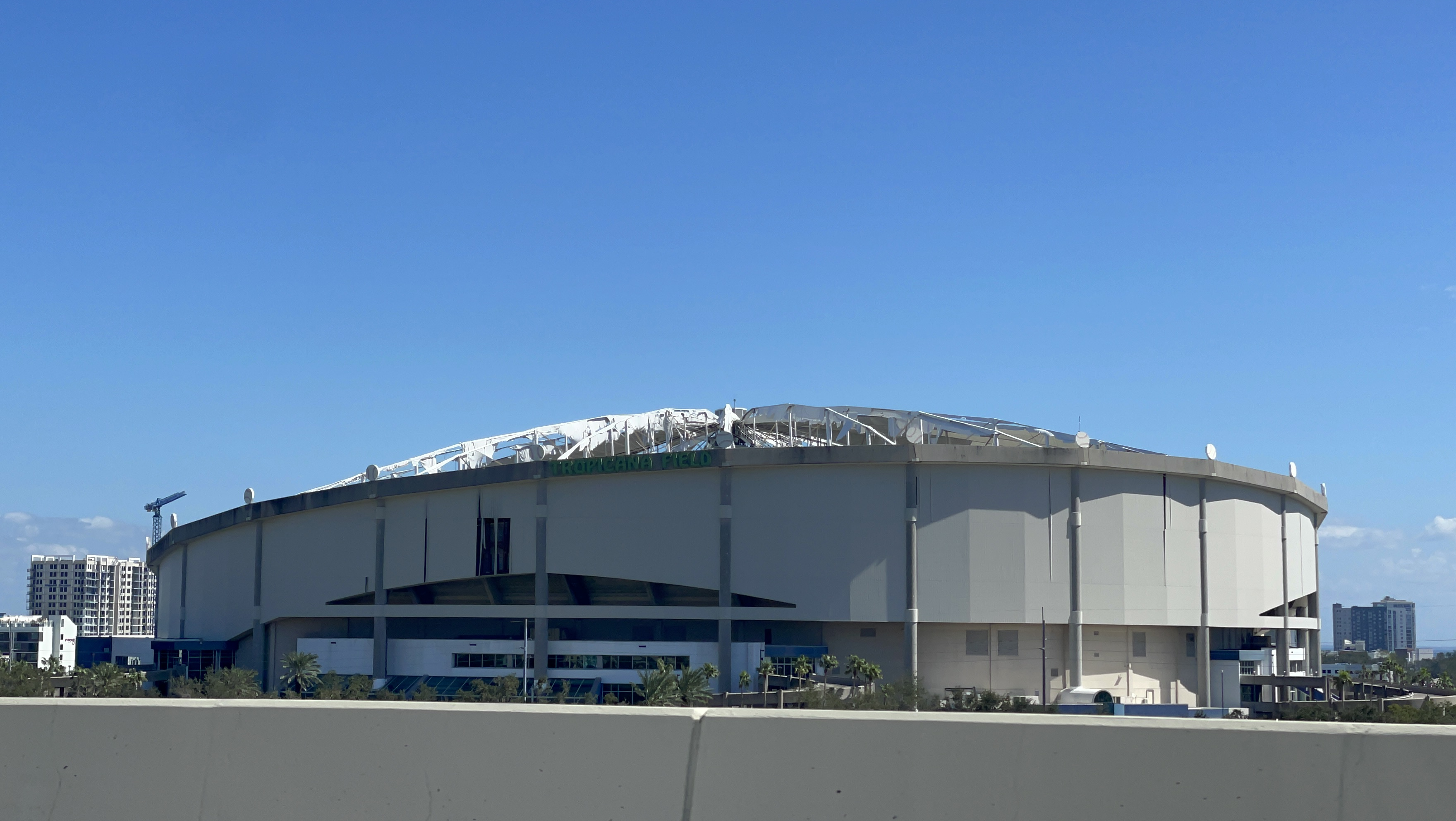
Das schwer beschädigte Dach des Tropicana Fields

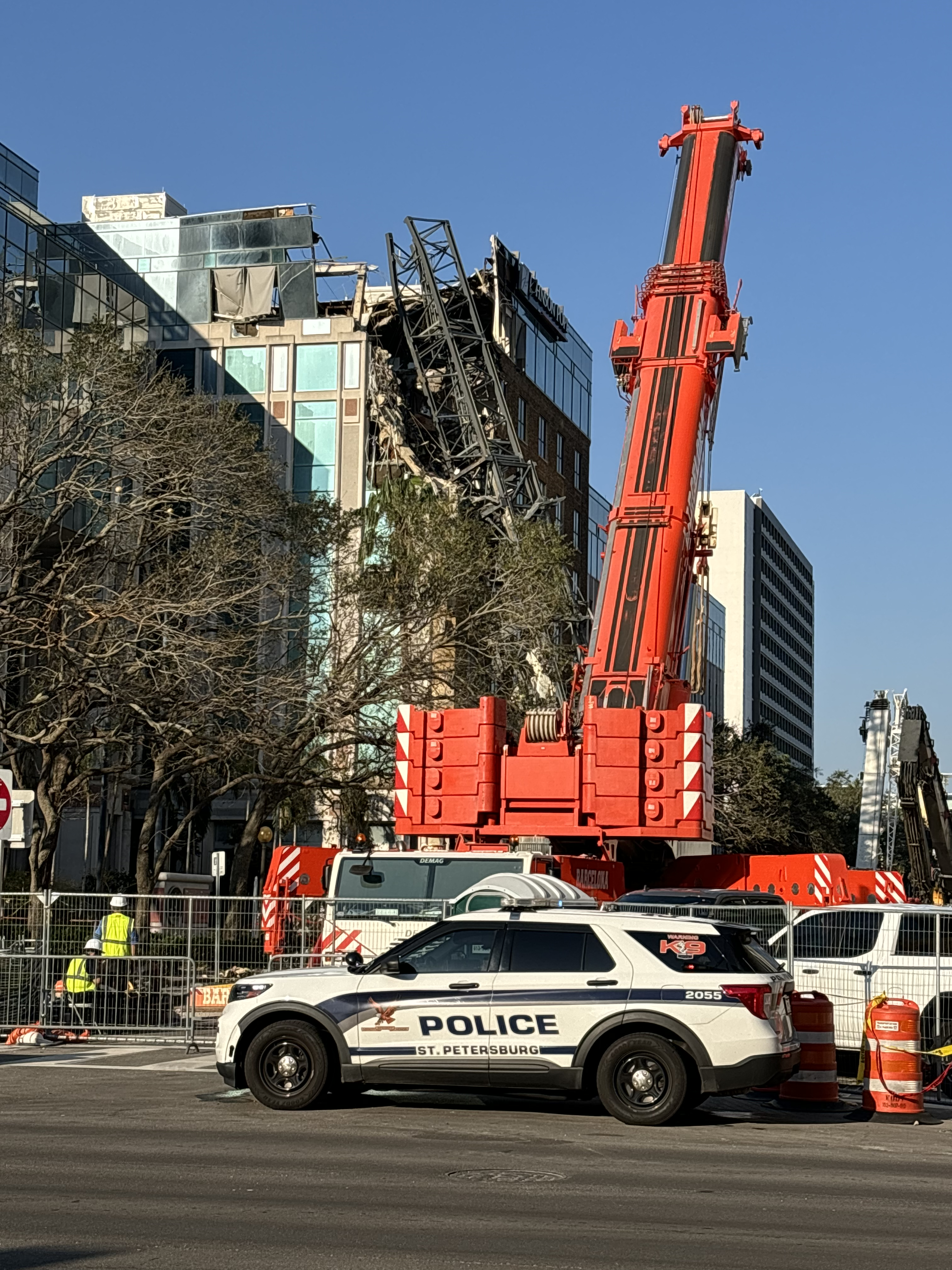
Bergung des abgebrochenen Kranes in der 400 Central Avenue in St. Petersburg

Noch vor Landfall des Hurrikans kam es zu einem großflächigen Tornadoausbruch in Florida. Am 9. Oktober gab es 126 Tornadowarnungen in Florida sowie Meldungen von insgesamt 48 verschiedenen Tornados, die allerdings noch meteorologisch verifiziert werden müssen. Bislang lag der Rekord in Florida bei 22 bestätigten Tornados.
In Tampa and Sarasota wurden Sturmböen mit mehr als 100 mph (161 km/h) gemessen, die viele Bäume entwurzelten. Selbst in Cape Canaveral an der Ostküste Floridas kam es noch zu einer Böe mit 98 mph (158 km/h).
Von den 24 Segmenten der Dachhaut des Baseballstadions Tropicana Field, in dem normal die Tampa Bay Rays spielen, wurden 18 durch Milton weggerissen. Auf der Spielfläche des Stadions, das für Windgeschwindigkeiten von 115 mph (185 km/h) ausgelegt ist, wurden in Vorbereitung auf Milton 10.000 Feldbetten zur Unterbringung von Hurrikanhelfern aufgestellt. Ein Tag vor der Ankunft des Hurrikans wurden die Helfer jedoch verlegt, sodass es durch den Abdeckung des Daches zu keinen Verletzten kam. Gleichfalls in Saint Petersburg brach der Hurrikan einen Kletterkran, der an einem im Bau befindlichen, 46-stöckigen Wolkenkratzer befestigt war, ab. Der abgebrochene Schaft des Krans fiel gegen ein Nachbarhaus und beschädigte dieses schwer, der Ausleger stürzte auf eine Straße. Die Stadtverwaltung hatte zuvor Anwohner im Umkreis dieser und drei weiterer Baustellen aufgefordert, den Gefahrenbereich zu verlassen, da es, wenn die genaue Zugbahn eines Wirbelsturms bekannt ist, noch mehrere Tage dauern würde, solche Kräne sturmfest zu machen. Der zerstörte Kran war für Windgeschwindigkeiten von maximal 177 km/h ausgelegt.

#### Umweltschäden durch Chemikalien
Durch Überflutungen von Industriebetrieben, Kläranlagen usw. kam es durch großflächige Umweltschäden durch Eintrag von deponierten Abfällen, Chemikalien und kontaminierten Abwässern in Flüsse und das Meer. In Tampa wurde z. B. eine Fabrik des Düngemittelherstellers The Mosaic Company überflutet, sodass wahrscheinlich über 12 Stunden deponiertes, mit radioaktivem Radium kontaminierter Phosphorgips in die Tampa Bay gespült wurde.

#### Schadenssumme
Fitch Ratings schätzte die entstandenen versicherten Schäden durch Milton in einer ersten Analyse auf 30 bis 50 Mrd. Dollar. Morningstar ging nach dem Hurrikan von 30 bis 60 Mrd. Dollar versicherten Schäden aus. Vor dem Sturm hatte das Unternehmen noch mit Hinblick auf die Gefährdung des Raumes Tampa mit 50 bis 100 Mrd. Dollar kalkuliert. Aon schätzte die versicherten Schäden auf eine Höhe von „mehreren 10 Mrd. Dollar“. Der Risiko-Modellierer Karen Clark & Company schätzte die Schäden auf 36 Milliarden US-Dollar. EnkiResearch ging davon aus, dass die Schäden und Verluste etwa eine Höhe von 60 bis 75 Mrd. Dollar erreichen werden. US-Präsident Joe Biden nannte eine Summe von ca. 50 Mrd. Dollar. AccuWeather kalkuliert die entstandenen Schäden plus die sich daraus ergebenen wirtschaftlichen Folgeschäden auf ca. 160 bis 180 Mrd. Dollar. Bislang gab es, beginnend mit Hurrikan Andrew im Jahr 1992, acht Hurrikane, die jeweils mindestens 50 Milliarden Dollar an Schäden anrichteten. Helene und Milton haben nach Aussage des NOAA-Meteorologen und -Ökonomen Adam Smith „sehr gute Chancen“, die Nummern neun und zehn zu werden.
In Florida besitzen nur etwa 20 % der Bevölkerung über eine Zusatz-Versicherung gegen Flutschäden. 15–20 % der Bevölkerung verfügen über gar keine Gebäudeversicherung, sind also auch gegenüber Sturmschäden unversichert. Viele große nationale Versicherungsunternehmen bieten in Florida aufgrund der großen Hurrikangefahr überhaupt keine Gebäude-Versicherungen für Neukunden mehr an.